# Sibel Duman

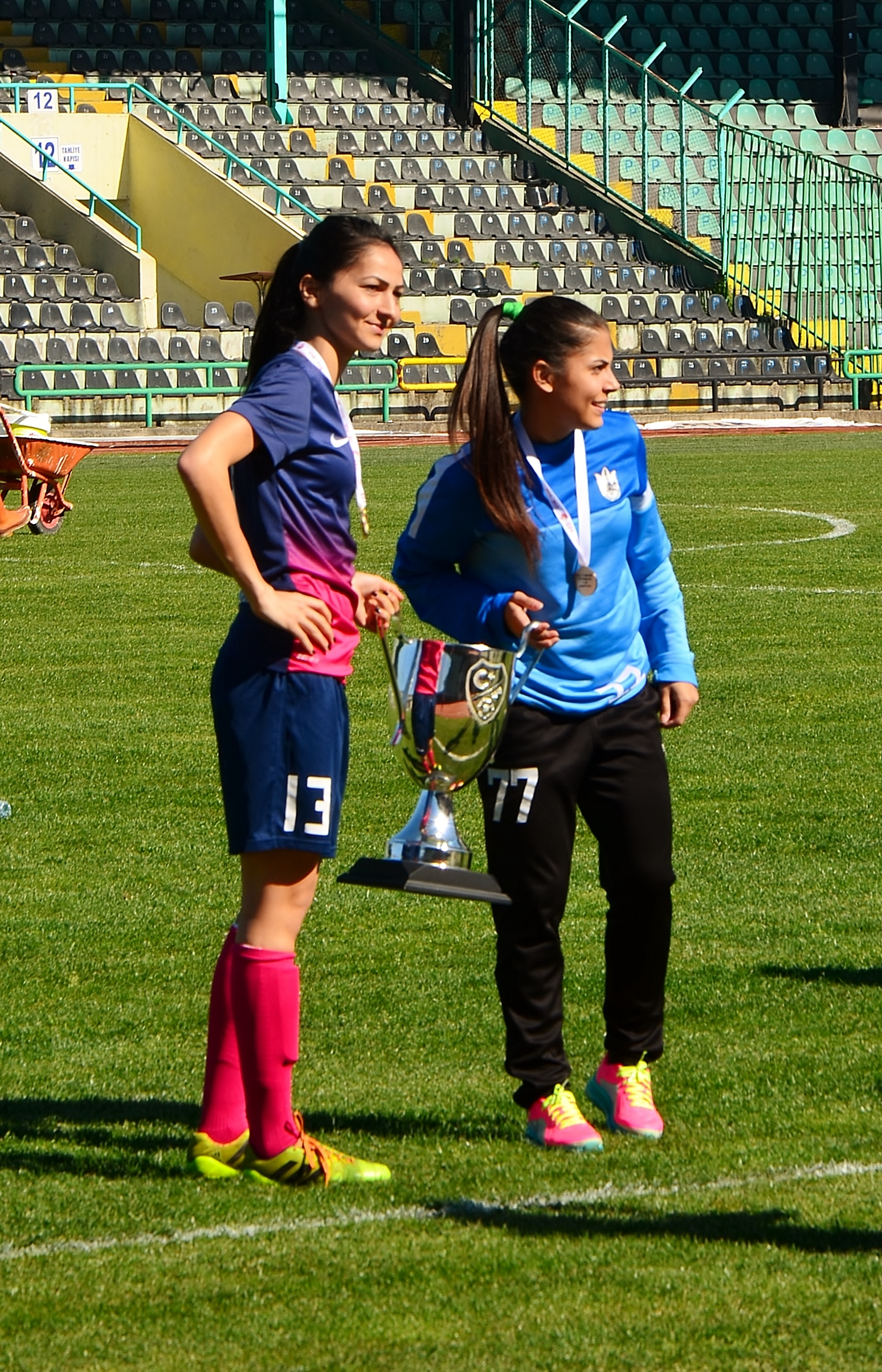
Sibel Duman, a l'esquerra, celebrant amb Sevgi Çınar el campionat i la copa de la lliga turca de futbol femení de la temporada 2014-15, com a jugadora de Konak Belediyespor d'Esmirna.

Sibel Duman (Kartal, Istanbul, 23 de febrer de 1990) és una futbolista turca. Actualment juga a Trabzon İdmanocağı S. K. de Trebisonda. Duman també juga a la selecció turca femenina i va fer un gol contra la selecció de Montenegro a Petrovac, el 19 de juny de 2014, en el partit eliminatori de la Copa Mundial que va guanyar Turquia per 3 gols a 2.